# Дён-сюр-Орон (кантон)
Дён-сюр-Оро́н (фр. Dun-sur-Auron) — кантон во Франции, находится в регионе Центр, департамент Шер. Входит в состав округа Сент-Аман-Монтрон.
Код INSEE кантона — 1812. Всего в кантон Дён-сюр-Орон входят 12 коммун, из них главной коммуной является Дён-сюр-Орон.

## Коммуны кантона
| Коммуна           | Население, чел. (1999) | Почтовый индекс | Код INSEE |
| ----------------- | ---------------------- | --------------- | --------- |
| Бюсси             | 366                    | 18130           | 18040     |
| Вернёй            | 37                     | 18210           | 18277     |
| Дён-сюр-Орон      | 4 013                  | 18130           | 18087     |
| Контр             | 31                     | 18130           | 18071     |
| Коньи             | 40                     | 18130           | 18068     |
| Лантан            | 107                    | 18130           | 18121     |
| Омери             | 254                    | 18130           | 18173     |
| Парне             | 48                     | 18130           | 18177     |
| Реймон            | 156                    | 18130           | 18191     |
| Сен-Дени-де-Пален | 339                    | 18130           | 18204     |
| Сен-Жермен-де-Буа | 547                    | 18340           | 18212     |
| Шаливуа-Милон     | 461                    | 18130           | 18045     |

## Население
Население кантона на 1999 год составляло 6 399 человек.
| 1962  | 1968  | 1975  | 1982  | 1990  | 1999  | 2006 | 2007 |
| ----- | ----- | ----- | ----- | ----- | ----- | ---- | ---- |
| 6 793 | 7 055 | 6 947 | 6 844 | 6 815 | 6 399 | -    | -    |